# Vicia macrantha
Vicia macrantha är en ärtväxtart som beskrevs av Boris Alexandrovich Jurtzev. Vicia macrantha ingår i släktet vickrar, och familjen ärtväxter. Inga underarter finns listade i Catalogue of Life.